# Heaven's Gate (secte)
Pour les articles homonymes, voir Heaven's Gate.

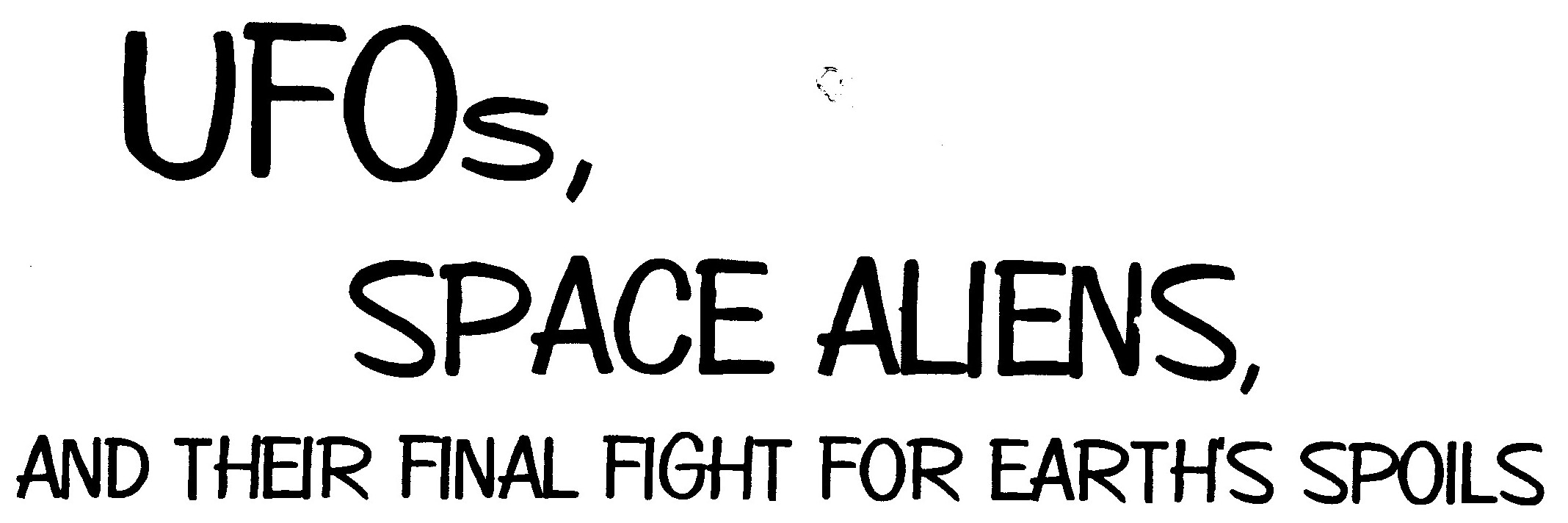
Prospectus des recruteurs en 1993.

Heaven's Gate est un nouveau mouvement religieux ufologique sectaire cofondé par Marshall Applewhite et Bonnie Nettles (en) au début des années 1970 aux États-Unis. Il est connu pour le suicide collectif de 39 adeptes qui eut lieu le 26 mars 1997 lors du passage de la comète Hale-Bopp alors qu'ils croyaient que leur âme allait rejoindre un vaisseau spatial supposé caché derrière la comète et transportant Jésus.

## Historique
Marshall Applewhite, également surnommé « Do », croyait que lui et son infirmière, Bonnie Nettles, étaient les deux témoins évoqués dans le livre de l'Apocalypse de la Bible. Après avoir essayé sans succès de gérer une librairie, ils décident tous deux de parcourir les États-Unis pour faire connaître leur croyance qui combinait des éléments de la doctrine chrétienne avec des concepts de science-fiction, tels que le voyage dans le temps ou dans d'autres dimensions. Ils se font appeler par divers noms durant cette période, comme « Bo et Peep » ou « Do et Ti ».
À la fin de l'année 1975, les Deux donnent une conférence dans la petite ville côtière de Waldport, en Oregon. Leur discours fascine tellement la foule qu'une vingtaine de personnes les suivent, abandonnant leurs biens et leurs proches. Le phénomène étrange obtient une attention nationale quand Walter Cronkite, de CBS Evening News, en parle dans son émission du soir : "Un certain nombre de personnes ont disparu. C'est un mystère et l'on ignore s'ils sont partis dans l'espace - ou s'ils ont été enlevés". En réalité, les deux leaders du mouvement naissant les avaient accueillis à bras ouverts avant de les aider à se cacher. Pendant les semaines suivantes, ils sont rejoints par une centaine de membres, dormant dans des tentes dans les campings de la région. Le groupe qui se forme autour d'eux avec le temps prend également différentes dénominations, la première étant Human Individual Metamorphosis (HIM) (« métamorphose humaine individuelle »),.
Leur croyance principale était que la Terre était sur le point d'être détruite et recyclée et que la seule chance de survie était de partir. Alors que le groupe se disait formellement opposé au suicide, ses membres voyaient leur « départ » comme un « passage sur le niveau suivant », impliquant comme dans d'autres traditions religieuses, que leur corps humain n'était qu'un « véhicule » de leur âme pour leur périple sur Terre. Ils s'adressaient d'ailleurs fréquemment les uns aux autres en termes de « véhicules ». Mais pour que ce passage puisse se faire, ils devaient détester cette planète suffisamment pour qu'il ne subsiste aucun attachement à elle. Ainsi, ils devaient tous abandonner les liens familiaux, leurs amis, la sexualité, l'argent et toute autre possession.
Applewhite et Nettles enseignaient à leurs adeptes qu'ils étaient des extraterrestres. Ils modifièrent cette conception ensuite en indiquant qu'ils étaient en quelque sorte possédés par des esprits extraterrestres (notion de « walk-in » ou de transfert d'âme). Cette idée permettait au groupe de renforcer la possibilité d'effacer leur ancienne identité d'être humain. Les deux leaders du groupe croyaient également en la théorie des anciens astronautes.
La conviction de l'existence d'un vaisseau spatial caché dans la queue de la comète Hale-Bopp a été initiée par l'écoute d'une émission de radio ouvrant son micro à de prétendus voyants, animée par Art Bell. L'un des invités de l'émission a affirmé avoir utilisé ses pouvoirs psychiques sur une photographie (conjointement avec une seconde « voyante », Prudence Calabrese) et découvert l'existence d'un « monolithe semblable à celui de 2001, l'Odyssée de l'Espace ». Les membres d'Heaven's Gate auraient déclaré qu'il s'agissait du signe qu'ils attendaient.

## Suicide collectif
Les 19 et 20 mars 1997, Marshall Applewhite s'enregistre avec une caméra vidéo et évoque le suicide collectif en déclarant qu'il s'agit « du seul moyen d'évacuer la Terre ». Après avoir souscrit une assurance pour « enlèvement par des extraterrestres » et avoir acheté une maison à San Diego, ils se donnent la mort en trois vagues du 24 au 26 mars de la même année (les survivants préparant la mise en scène pour les suivants) par ingestion de phénobarbital mélangé à de la vodka et de la compote de pomme et en se nouant un sac plastique autour de leur tête.
La police retrouvera les corps allongés sur leurs lits, tous vêtus de baskets Nike avec un drap mauve les recouvrant, chacun avec 5 dollars en poche.

## Popularité posthume
Si le mouvement religieux est censé s'être éteint avec le suicide collectif de 1997, il y a de nombreuses spéculations quant à une éventuelle activité postérieure. Le site web de la secte est toujours en ligne mais n'a pas été modifié depuis le suicide. Cependant, de nombreuses discussions sur Reddit évoquent l'activité de l'adresse e-mail listée sur le site.[réf. nécessaire]
Les survivants qui ont été laissés de côté ou qui ont quitté le groupe plus tôt étaient au nombre de huit en 1997 : la moitié est partie, et les quatre restants s'assurent de « maintenir le site Web, les courriels et les propriétés physiques et intellectuelles ».